# Congorhynchus
Congorhynchus és un gènere de peix prehistòric que fou descrit per E. Darteville i E. Casier l'any 1949.
Els fòssils pertanyents a Congorhynchus daten de l'estatge del Maastrichtià del Cretaci superior així com de l'Eocè. Això significa que aquest gènere va sobreviure a l'extinció del Cretaci-Paleogen que va acabar amb els dinosaures. Se'n coneixen tres espècies, totes extintes.